# Carl Schiller
Carl Georg Wilhelm Schiller (* 23. Mai 1807 in Braunschweig; † 28. Juni 1874 ebenda) war ein deutscher Kunst- und Kulturhistoriker und Privatgelehrter. Er war Gründer und erster ehrenamtlicher Leiter des Städtischen Museums Braunschweig.

## Leben

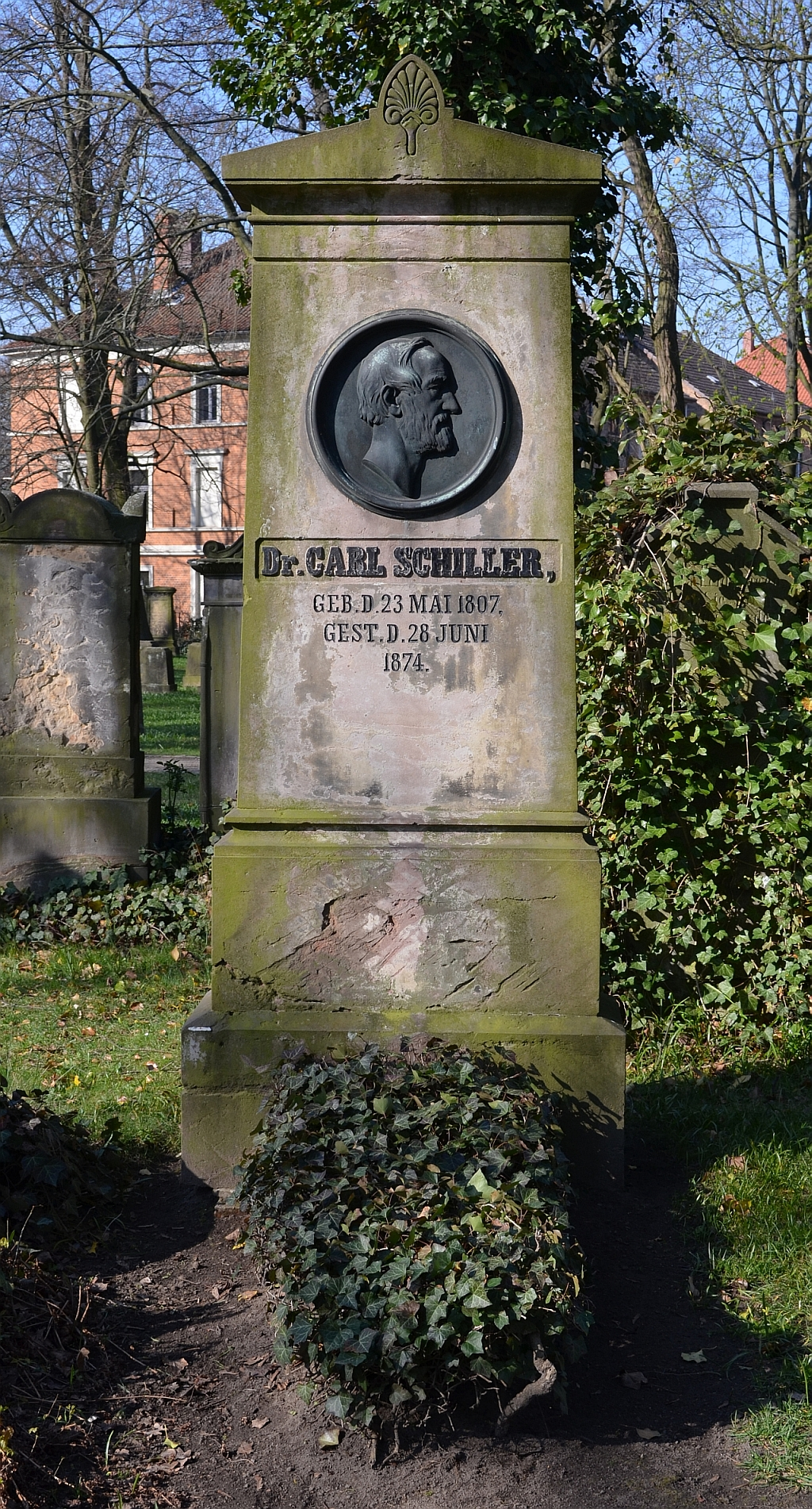
Grab Carl Schillers auf dem Magnifriedhof.

Der Sohn des Pastors an der Braunschweiger St. Ulrici-Kirche, Johann Heinrich Schiller († 1828), besuchte das Gymnasium in Blankenburg, anschließend das Martineum und ab 1827 das Collegium Carolinum in Braunschweig. Auf Wunsch seines Vaters studierte er ab 1828 Theologie in Halle und ab 1830 in Göttingen. Seinen eigentlichen Interessen folgend, brach er das Theologiestudium ab und studierte ab 1831 Kunstgeschichte in Berlin. Er wurde 1839 an der Universität Jena zum Dr. phil. promoviert und betrieb anschließend als Privatgelehrter in seiner Heimatstadt kunst- und literaturwissenschaftliche Studien.

### Gründung des Städtischen Museums Braunschweig
Im Vorfeld der Jahrtausendfeier der Stadt 1861 wurde die Gründung einer Sammlung kultureller und künstlerischer Leistungen der Bürger Braunschweigs vorbereitet. Schiller gründete dazu 1859 einen Sammlerverein, der erhaltenswerte Gegenstände im Herzogtum Braunschweig zusammentrug. Die in Anlehnung an die damaligen Altwarenhändler, die „Kleiderseller“, als „Die ehrlichen Kleiderseller zu Braunschweig“ bezeichnete Vereinigung besteht bis heute. Das Städtische Museum wurde am 1. Mai 1865 im Neustadtrathaus unter Schillers ehrenamtlicher Leitung eröffnet. Seine umfangreiche Privatsammlung überließ Schiller dem Museum.

### Kunstfreund und -förderer
Er war Präsident des Braunschweiger Kunstclubs und gehörte dem 1832 gegründeten Kunstverein an. Er setzte sich für die Errichtung eines Denkmals für den 1781 in Braunschweig verstorbenen Lessing ein, dessen Grab auf dem Magnifriedhof 1833 von Schiller wiederaufgefunden worden war. Zu dem Projekt ist sein umfangreicher Briefwechsel mit dem ausführenden Bildhauer Ernst Rietschel überliefert. Das von Georg Ferdinand Howaldt gegossene Lessingdenkmal wurde 1853 enthüllt. Schiller förderte die Aufstellung der Reiterstandbilder der Herzöge Karl Wilhelm Ferdinand und Friedrich Wilhelm sowie des Heinrichsbrunnens auf dem Hagenmarkt.
Für seine Verdienste erhielt Schiller durch Herzog Wilhelm das Ritterkreuz des Ordens Heinrichs des Löwen.
Schiller starb 1874 in Braunschweig und erhielt ein Ehrendenkmal auf dem dortigen Magnifriedhof.

## Schriften
- Braunschweig's schöne Literatur in den Jahren 1745 bis 1800, die Epoche des Morgenrothes der deutschen schönen Literatur. Holle, Wolfenbüttel 1845 (Digitalisat).
- Die mittelalterliche Architectur Braunschweigs und seiner nächsten Umgebung. Braunschweig 1852.
- Geschichte der Harzburg. Ed. Brückner, Goslar 1861.
- Lessing im Fragmentenstreite, nach Form und Gehalt seiner Polemik gewürdigt. Leipzig 1865.